# Osiecz Wielki (gromada)
Osiecz Wielki – dawna gromada, czyli najmniejsza jednostka podziału terytorialnego Polskiej Rzeczypospolitej Ludowej w latach 1954–1972.
Gromady, z gromadzkimi radami narodowymi (GRN) jako organami władzy najniższego stopnia na wsi, funkcjonowały od reformy reorganizującej administrację wiejską przeprowadzonej jesienią 1954 do momentu ich zniesienia z dniem 1 stycznia 1973, tym samym wypierając organizację gminną w latach 1954–1972.
Gromadę Osiecz Wielki z siedzibą GRN w Osieczu Wielkim utworzono – jako jedną z 8759 gromad na obszarze Polski – w powiecie włocławskim w woj. bydgoskim, na mocy uchwały nr 24/17 WRN w Bydgoszczy z dnia 5 października 1954. W skład jednostki weszły obszary dotychczasowych gromad Anielin, Bnin, Gawin, Janowo, Mielinek, Pyszkowo, Sarnowo i Żurawice oraz wieś Łania, wieś Łania A i folwark Łania z dotychczasowej gromady Łania ze zniesionej gminy Pyszkowo w tymże powiecie. Dla gromady ustalono 23 członków gromadzkiej rady narodowej.
31 grudnia 1961 do gromady Osiecz Wielki włączono wieś Łanięta ze zniesionej gromady Cetty w tymże powiecie.
Gromadę zniesiono 1 stycznia 1969, a jej obszar włączono do gromad Chodeczek (sołectwa Gawin, Łanięta i Mielinek) i Boniewo (sołectwa Osiecz Mały, Osiecz Wielki, Pyszkowo, Sarnowo, Żurawiec i Łania) w tymże powiecie.